# Amniataba caudavittata
Amniataba caudavittata är en fiskart som först beskrevs av Richardson, 1845.  Amniataba caudavittata ingår i släktet Amniataba och familjen Terapontidae. Inga underarter finns listade i Catalogue of Life.

## Bildgalleri

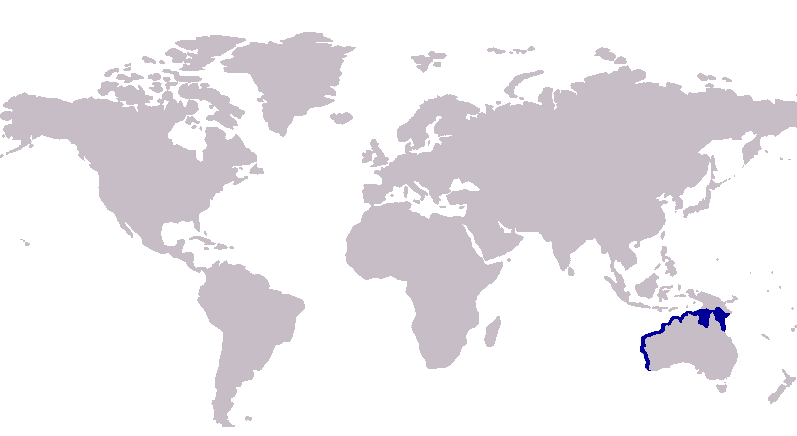